# Кую
Кую (англ. Kuiu Island) — остров в составе архипелага Александра, штат Аляска, США.

## География
Размеры острова составляют 105 на 20-30 километров, площадь — 1936 км², что делает его 16-м по величине островом США. Расстояние до ближайших соседей: до острова Баранова — около 15 километров, до острова Купреянова — менее полукилометра. Население по переписи 2000 года — 10 человек, плотность населения — 0,00516 чел/км². На крайней южной точке острова, мысе Десижн, расположен маяк.

## Фауна
Остров целиком является частью национального леса Тонгасс. На Кую в большом количестве живут бурые медведи и барибалы, по подсчётам зоолога Элизабет Пикок их численность составляет 1,2—1,9 медведя на км²; в ручьях много лосося, который составляет основной рацион медведей. Также на острове обитают волки, бобры, куницы, норки, выдры; из морских млекопитающих — сивучи, тюлени, горбатые киты.

## История

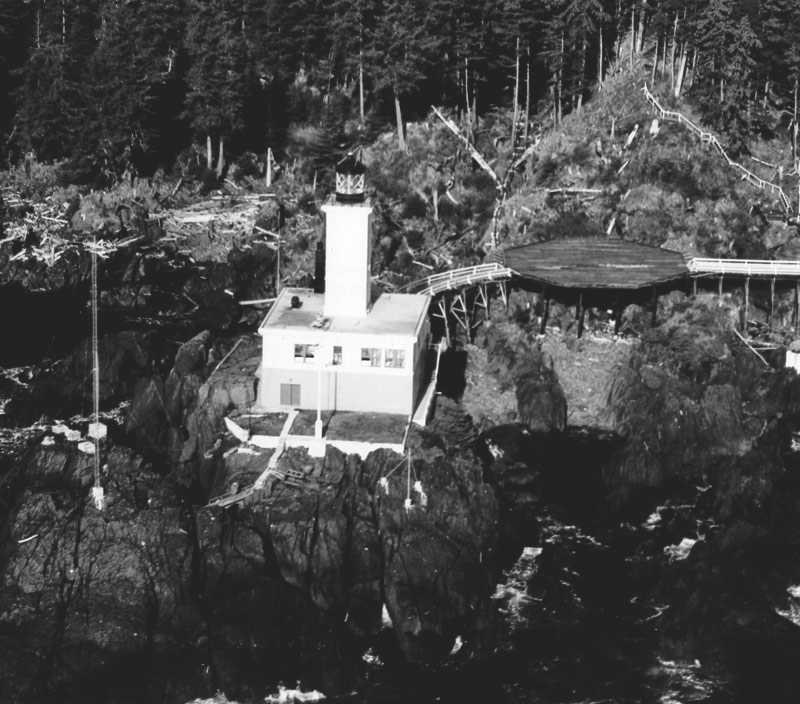
Маяк мыса Десижн на южной оконечности острова

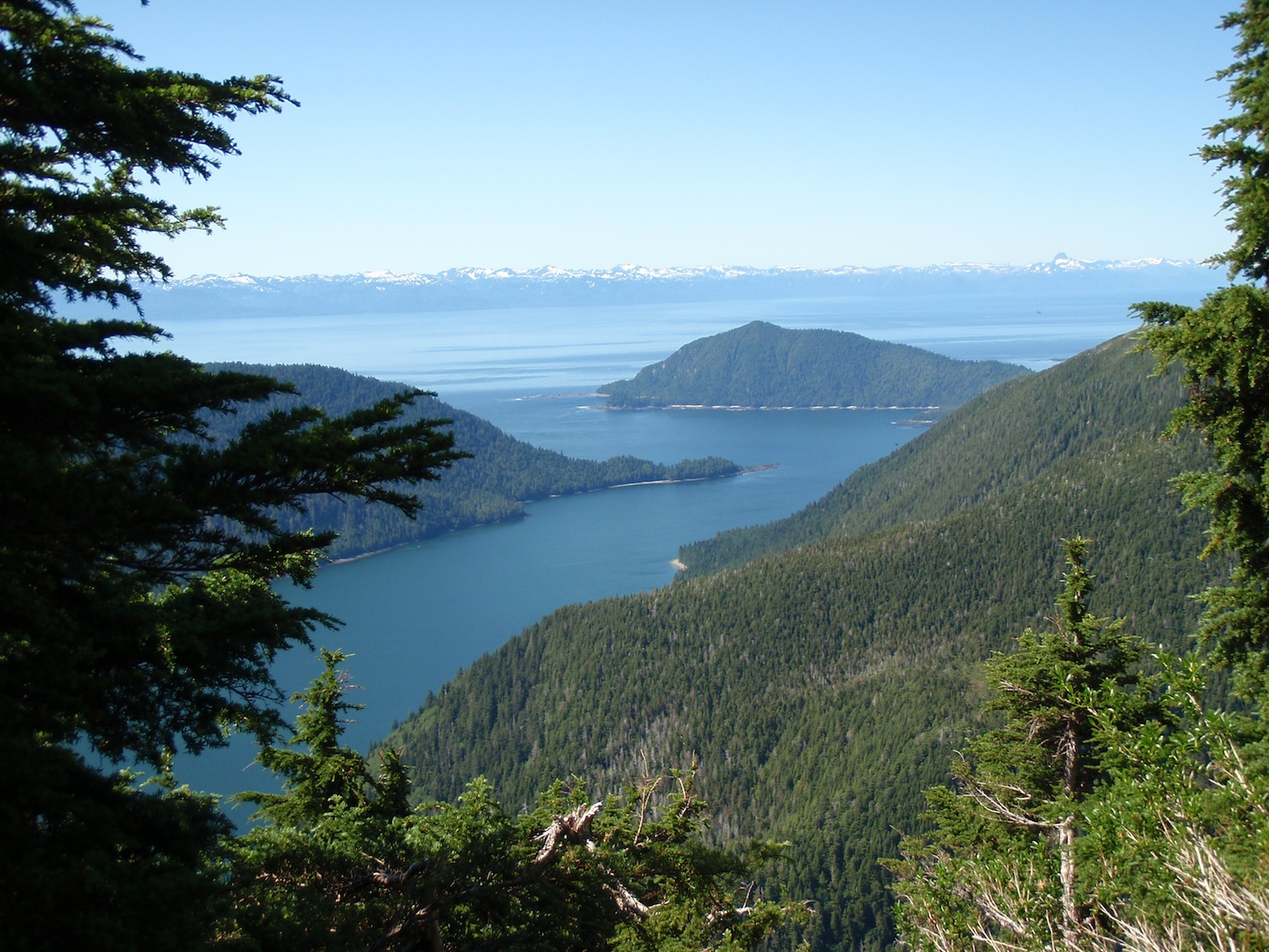
Порт-Малмсбери, заповедник Кую

Впервые остров был нанесён на карты в 1793—1794 годах исследователем Джеймсом Джонстоуном и капитаном корабля «Дискавери» Джозефом Уидби во время Ванкуверской экспедиции.